# Andreas Klasen
Andreas Klasen (* 29. April 1974 in Regensburg) ist ein deutscher Jurist, Wirtschaftswissenschaftler und Politikberater. 

## Leben
Nach dem Abitur am Albertus-Magnus-Gymnasium Regensburg studierte Klasen als Stipendiat der Friedrich-Naumann-Stiftung Rechtswissenschaften an der Julius-Maximilians-Universität Würzburg und der Leibniz Universität Hannover. Er schloss dort mit der ersten juristischen Staatsprüfung ab. Anschließend studierte er Betriebswirtschaftslehre (University of Wales), Wirtschaftsrecht (Northumbria University) und Theologie (University of St Andrews). 2013 wurde er an der Northumbria University promoviert.
Von 2015 bis 2025 hatte er Professuren für Internationale Betriebswirtschaftslehre an der Hochschule Offenburg und sodann an der Brunel University of London inne. Seit 2025 ist er Director des lill Institute for Public Value. Er ist außerdem Honorary Research Associate an der University of Oxford sowie Honorary Visiting Professor an der Bayes Business School. Seit 2015 war er Gastwissenschaftler an diversen weiteren Universitäten in Großbritannien und der Schweiz, u. a. an der University of Durham, der Northumbria University und der Universität St. Gallen. Klasen ist zudem Mitglied verschiedener Beiräte, darunter des Global Policy Advisory Board. 
Vor seinem Wechsel in die Wissenschaft war Klasen nach seiner zweiten juristischen Staatsprüfung am OLG Celle in verantwortlicher Position in der Wirtschaft tätig, u. a. als Head of Guarantees and Export Finance bei der Airbus Group (ehemals EADS) und als Partner bei der internationalen Wirtschaftsprüfung- und Beratungsgesellschaft PwC sowie Managing Director der Exportkreditgarantien der Bundesrepublik Deutschland. Von 2013 bis 2014 war er Vizepräsident der Berner Union.

## Forschung
Klasen forscht primär zu Fragen der Handelspolitik und der staatlichen Exportförderung, besonders der Exportfinanzierung. Er beschäftigt sich mit internationalen Regelwerken zur Außenwirtschaftsförderung sowie zu Fragen der Ausgestaltung optimaler Förderinstrumente. Der Fokus liegt dabei auf der staatlichen Exportfinanzierung sowie auf den Forschungsfeldern Kredit- und Investitionsgarantien.
Er beschäftigt sich ferner mit Fragen der Klimafinanzierung, etwa der stärkeren Nutzung öffentlicher Förderbanken im Bereich grüne Transformation.
Daneben hat Klasen auch zu Servicemodellen der öffentlichen Hand geforscht und beschäftigt sich intensiv mit Benchmarking von staatlichen Förderbanken.

## Veröffentlichungen (Auswahl)
- Innovative Financing Schemes in Public Management. In: K. Schedler (Hrsg.): Elgar Encyclopedia of Public Management. Cheltenham 2022.
- Digitalisierung staatlicher Wirtschaftsförderung. In: M. Graumann, A. Burkhardt, T. Wenger (Hrsg.): Aspekte des Managements der Digitalisierung. Wiesbaden 2022, ISBN 978-3-658-36889-0.
- Coronahilfen für die Exportwirtschaft. In: T. Breyer-Mayländer, C. Zerres, A. Müller, K. Rahnenführer (Hrsg.): Die Corona-Transformation. Wiesbaden 2022, ISBN 978-3-658-33992-0.
- Quo Vadis, Global Trade? In: A. Klasen (Hrsg.): The Handbook of Global Trade Policy. Oxford 2020.
- Staatliche Finanzierung für innovative Exportunternehmen. In: M. Graumann, A. Müller, H.-J. Weiß (Hrsg.): Innovationen für eine digitale Wirtschaft. Wiesbaden 2020.
- Trade: Gridlock and Resilience. In: T. Hale, D. Held (Hrsg.): Beyond Gridlock. Cambridge 2017, ISBN 978-1-5095-1572-1.
- The Future of Foreign Trade Support – An Introduction. In: A. Klasen, F. Bannert (Hrsg.): The Future of Foreign Trade Support. Oxford 2015.